# Microsoft Plus!
Microsoft Plus! – zestaw dodatków do systemów operacyjnych Windows, po raz pierwszy ogłoszony 31 stycznia 1994.
Microsoft zakończył produkcję dodatków Plus! po wydaniu systemu Windows Vista, na rzecz dodatków do wersji Ultimate.

## Wersje

### Microsoft Plus! for Windows 95
Wymagał przynajmniej procesora 80386 i 4 MB RAM. Dodatek ten zawierał grę Pinball, przeglądarkę internetową Internet Explorer 1.0, program do kompresji DriveSpace 3 i motywy pulpitu. Harmonogram zadań został nazwany w późniejszych wersjach Windows Agentem systemu (ang. System Agent).

### Microsoft Plus! for Kids!
Wydany w 1997 roku dla dzieci poniżej 12. roku życia. Zawierał 3 nowe aplikacje: Talk It! (syntezator mowy), Play It! (elektroniczna klawiatura z efektami muzycznymi) i Paint It! (program graficzny). Zawierał także nowe cliparty, czcionki, motywy pulpitu i program do kontroli rodzicielskiej dla Internet Explorer.

### Microsoft Plus! for Windows 98
Druga wersja Microsoft Plus! zawierała nowe motywy oraz wygaszacze ekranu. Oczyszczone zostało menu start. Microsoft zaktualizował narzędzie do oczyszczania dysku, dodając nowe typy plików do usunięcia, np. stare pliki programu SCANDISK. Eksplorator Windows obsługiwał archiwa o rozszerzeniu ZIP, identyfikując je jako Foldery skompresowane. Pojawiły się nowe gry, takie jak Microsoft Golf 98, Lose Your Marbles! i Pająk (która ze względu na popularność została dodana w późniejszych wersjach Windows: Windows Me, Windows XP i Windows Vista).

### Microsoft Plus! Game Pack: Cards & Puzzles
Wydany dla systemu Windows Me. Zawierał Microsoft Entertainment Pack: The Puzzle Collection – kolekcję 10 różnych gier i Microsoft Bicycle Card Collection – kolekcję 12 gier karcianych oraz wersję próbną gry Microsoft Pandora's Box.

### Microsoft Plus! for Windows XP
Dodatek wydany 25 października 2001 zawierał:
- Plus! Themes
- Plus! Screen Savers
- Plus! Voice Command for Windows Media Player
- Plus! Personal DJ
- Plus! MP3 Converter
- Plus! CD Label Maker
- Plus! Speaker Enhancement
- Plus! 3D Visualizations for Windows Media Player
- Plus! Skins for Windows Media Player
- Plus! Hyperbowl
- Plus! Russian Square
- Plus! Labyrinth

### Microsoft Plus! Digital Media Edition
Dodatek wydany 7 stycznia 2003 zawierał:
- Plus! Photo Story 2
- Plus! Party Mode
- Plus! Analog Recorder
- Plus! CD Label Maker
- Plus! Dancer
- Plus! Audio Converter
- Plus! Effects and Transitions for Windows Movie Maker
- Plus! Alarm Clock
- Plus! Sleep Timer
- Plus! Skins for Windows Media Player 9 Series
- Plus! Sync & Go for Pocket PC

### Microsoft Plus! SuperPack for Windows XP
Wydany 19 października 2004 był połączeniem dodatków Microsoft Plus! for Windows XP i Microsoft Plus! Digital Media Edition.